# Rinocerotoïdeus
Els rinocerotoïdeus (Rhinocerotoidea) són una superfamília de mamífers perissodàctils del subordre dels ceratomorfs. Els rinoceronts són els únics representants vivents d'aquest grup, que també inclou animals extints com el paracerateri, el mamífer terrestre més gros de tots els temps. Així com els rinoceronts només viuen a Àfrica i el sud d'Àsia, en el passat, la distribució dels rinocerotoïdeus també arribava a Europa, l'Àsia central, l'Àsia oriental i Nord-amèrica.